# 張元 (嘉靖進士)
張元（1508年—？），字以貞，號缨泉，浙江紹興府餘姚縣人，官籍，明朝政治人物。

## 生平
嘉靖十三年（1534年）甲午科浙江鄉試第十四名舉人。嘉靖十四年（1535年）中式乙未科會試第二百三十一名，登第三甲第一百六十一名進士。初授興化府推官，十六年調任泉州府推官，官至衡州府同知。

## 家族
曾祖張偉，贈刑部主事；祖父張璿，曾任刑部員外郎；父張遷，母蘇氏。重庆下。